# Дельянуова
Дельянуова (итал. Delianuova) — коммуна в Италии, располагается в регионе Калабрия, подчиняется административному центру Реджо-Калабрия.
Население составляет 3568 человек, плотность населения составляет 170 чел./км². Занимает площадь 21 км². Почтовый индекс — 89012. Телефонный код — 0966.
Покровителем коммуны почитается святитель Николай Мирликийский. Праздник ежегодно празднуется 6 декабря.